# Agnieszka Przemyślidka (1211–1282)
Agnieszka Przemyślidka, Agnieszka z Pragi zwana też Czeską (ur. ok. 1205–1211 w Pradze – zm. 2 lub 6 marca 1282) – czeska królewna, klaryska, święta Kościoła katolickiego.

## Życiorys
Była najmłodszą córką króla Czech Przemysła Ottokara I i córki króla Węgier Konstancji. Planowano wydać ją za jednego z synów Henryka Brodatego, w związku z czym w 1216 r. wyjechała do Trzebnicy. Małżeństwo to nie doszło jednak do skutku. Podobnie późniejsze plany wydania jej za syna cesarza Fryderyka II również nie zostały zrealizowane. Następnie planowano wydać ją za samego cesarza Fryderyka II. Agnieszka zwróciła się jednak do papieża Grzegorza IX, w efekcie czego dostała wolną rękę co do dalszego życia i poświęciła się dobroczynności oraz pobożnym praktykom. Około 1233 r. ufundowała w Pradze szpital i pomogła utworzyć przy nim Zakon Krzyżowców z Czerwoną Gwiazdą oraz ufundowała klasztor klarysek (zwany czeskim Asyżem), do którego później wstąpiła. W 1234 r. złożyła śluby zakonne. Zdarzenie to odbiło się szerokim echem w ówczesnej Europie. Utrzymywała kontakt listowny ze św. Klarą z Asyżu i papieżem.

## Kult
Agnieszka została beatyfikowana przez papieża błogosławionego Piusa IX w 1874 roku, a kanonizowana przez świętego Jana Pawła II 12 listopada 1989 roku.
Wspomnienie liturgiczne w Kościele katolickim obchodzone jest 2 marca.
W ikonografii św. Agnieszka przedstawiana jest w habicie klariańskim.  Towarzyszące jej atrybuty to korona nawiązująca do królewskiego pochodzenia, chory symbolizujący jej działalności charytatywną, makieta kościoła lub klasztoru nawiązuje do fundacji klasztoru w Pradze nazywanego czeskim Asyżem.